# Sillerenbühl
Das Sillerenbühl ist eine 1976 m ü. M. hohe Erhebung nahe dem Albristhorn in den westlichen Berner Alpen im Schweizer Kanton Bern. Die nächste grössere Gemeinde ist Adelboden.
Von Adelboden aus ist das Sillerenbühl mit einer Gondelbahn über die Stationen Adelboden-Eselmoos-Bergläger-Sillerenbühl erreichbar. Im Sommer ist das Sillerenbühl in ein ausgebautes Netz von Wanderwegen integriert, im Winter ist es Teil des Skigebiets Adelboden-Lenk. Vom Sillerenbühl aus hat man Aussicht auf Gipfel wie Albristhorn, Lohner, Wildstrubel und Wildhorn. Auf dem Sillerenbühl befindet sich ein modernes Restaurant.

## Weblink
- Sillerenbühl auf vogellisiberg.ch